# グレゴリウス6世 (対立教皇)
グレゴリウス6世（Gregorius VI）は、対立教皇（在位：1012年）。

## 概要
ローマ教皇セルギウス4世が1012年5月12日に死去すると、「グレゴリウス」を名乗る人物が、トゥスクルム伯の子テオフィラクトゥス（ベネディクトゥス8世）の派閥と対峙して小派閥を組織した。テオフィラクトゥスよりも早くから、セルギウス4世の後継教皇たることを要求した。
グレゴリウス6世は即座にベネディクトゥス8世をローマから追放し、そしてハインリヒ2世の庇護を懇請した。しかしながらハインリヒ2世は、この問題は教会法とローマ市の慣習に基づいて慎重に検討すべきだとしてグレゴリウスに期待を持たせたのち、グレゴリウスから教皇の紋章を剥ぎ取り、差し当たって教皇として振る舞うことを止めるように命じた。こののち歴史からグレゴリウス6世（対立教皇）の名前は見当たらなくなったとされる。